# Гросшвайдніц
Гросшвайдніц (нім. Großschweidnitz) — громада в Німеччині, розташована в землі Саксонія. Входить до складу району Герліц. Складова частина об'єднання громад Лебау.
Площа — 7,30 км2. Населення становить 1263 ос. (станом на 31 грудня 2020).